# Rocher Saint-Vincent

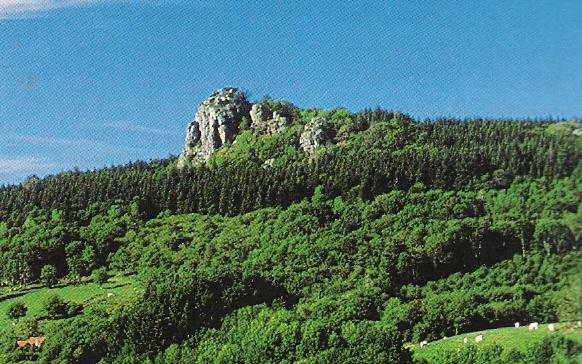
Le rocher Saint-Vincent.

Le rocher Saint-Vincent est un bloc de lave très ancien qui culmine à 925 mètres, dominant les forêts vertes de la Montagne bourbonnaise.
Il est situé sur le territoire de la commune française de Lavoine dans le département de l'Allier en région Auvergne.

## Histoire
Quand la mer recouvrait le Massif central, il y a des millions d'années, de la lave est sortie d'une fente pour former une coulée. Cette lave s'appelle la corne verte. Plus tard, la mer s'est retirée, et un mouvement de tectonique des plaques a surélevé  cette « corne verte », aujourd'hui devenue le rocher Saint-Vincent.
Il doit son nom à la chapelle, aujourd'hui disparue, dédiée à saint Vincent Ferrier (1350-1419), un moine dominicain espagnol, qui rappelait le souvenir de sa prédication dans la région.
Au Moyen Âge, on érigea le château de Pyramont au sommet du rocher, sur les vestiges d'une ancienne forteresse carolingienne. Pierremont est mentionné pour la première fois en 1216 lorsque Archambaud, seigneur de Saint-Gérand, rend hommage au seigneur de Bourbon. Le seigneur de Saint-Gérand s'étant distingué pendant la conquête royale de l'Auvergne, il obtient de son suzerain le contrôle de châtellenies aux confins de l'Auvergne et du Bourbonnais.

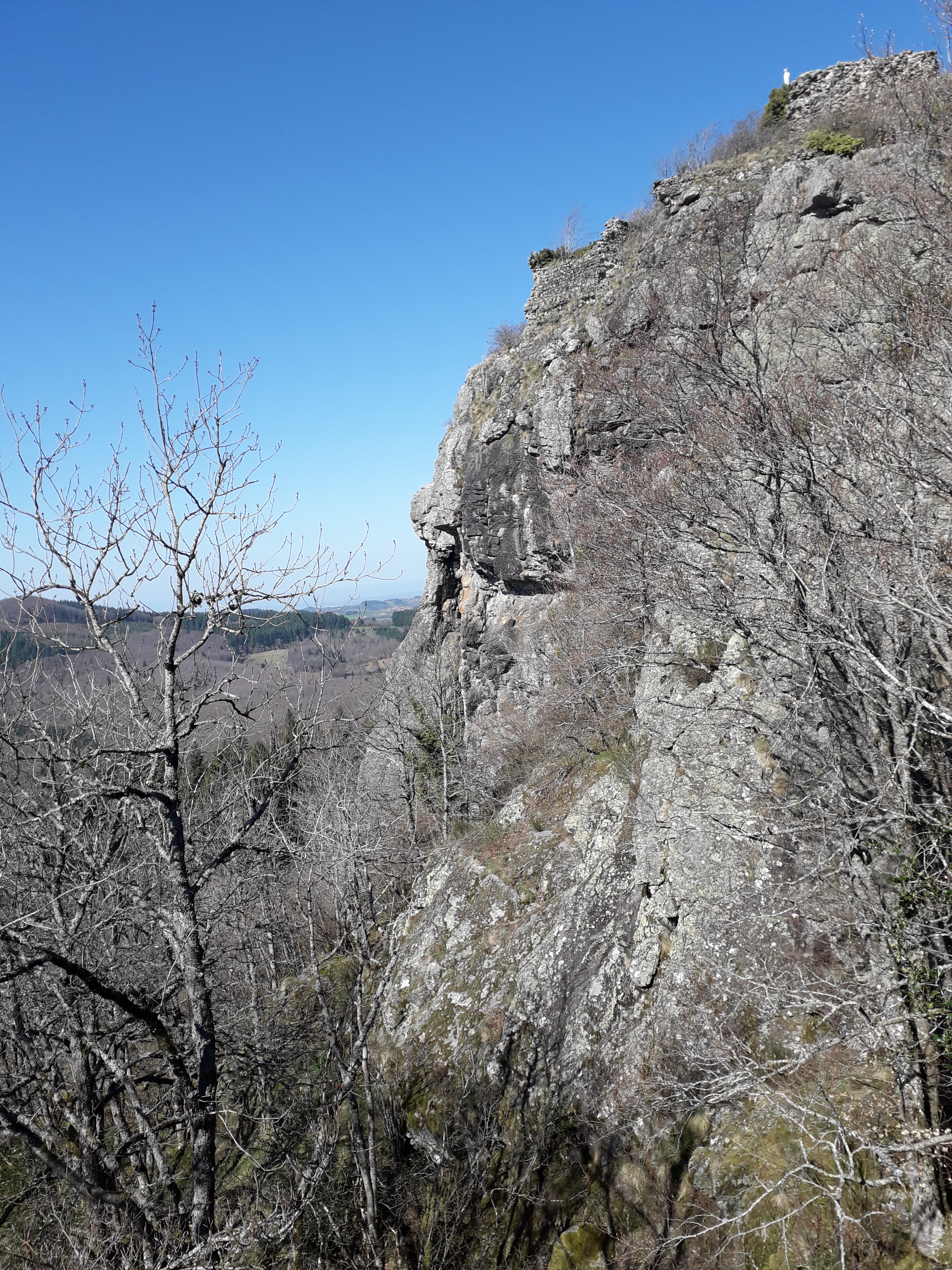
Le Rocher Saint Vincent vu de près et à proximité, les ruines du château sont visibles

Mis en gage en 1268, change plusieurs fois de propriétaire et est rattaché à la seigneurie de Montaigu avant d'être abandonné au XVIe siècle car il est jugé à la fois inutile et inconfortable par les quelques soldats en garnison.

## Le rocher aujourd'hui
De nos jours, il ne subsiste que quelques pierres du château de Pyramont.
Une table d'orientation a été installée, et de nombreux touristes et habitants viennent se détendre ou se promener aux alentours du rocher.
Une statue de la Vierge à l'Enfant, « Notre Dame de là-haut », a été réinstallée en 2012.

### Faune et flore
Le grand corbeau ainsi que le faucon pélerin nichent sur la falaise et les rochers environnants. 

### Escalade
Le rocher Saint-Vincent est un site d'escalade composé en fait de plusieurs rochers.
- rocher Principal
- rocher Pommerie
- rocher de l'Enceinte
- rocher Greffier
- rocher de la Ligue
- Castor
- Pollux
- la Dalle Grise
- la Proue
- le Petit Rocher

et, un peu à l'écart :
- la Pierre Fendue

On a recensé près de 200 itinéraires dont la difficulté va de 2 à 8a, les hauteurs étant comprises entre 8 et 70 mètres. L'escalade est prohibée sur le rocher principal et les rochers périphériques entre mars et mi-juin, du fait de la nidification du grand corbeau et du faucon pélerin. 
Le grimpeur et alpiniste Patrick Berhault, habitant du village voisin de Chabreloche entre 1987 et 1992,  a ouvert des voies dans le rocher principal. Un secteur de ce rocher porte son nom. 